# Bedstemødrene fra Plaza de Mayo
Bedstemødrene fra Plaza de Mayo (spansk: Asociación Civil Abuelas de Plaza de Mayo) er en menneskerettighedsorganisation, der har til formål at finde børn, der blev stjålet og uretmæssigt adopteret under den beskidte krig i Argentina. Organisationens præsident er Estela Barnes de Carlotto.
Organisationen blev etableret i 1977 med henblik på at finde børn, der forsvandt under undertrykkelsen. Det var nogle bedstemødre, der tog initiativet, oprindeligt under navnet Abuelas Argentinas con Nietitos Desaparecidos – Argentinske bedstemødre med forsvundne børnebørn, hvilket de senere ændrede til det nuværende navn efter stedet, hvor organisationens hovedkvarter ligger.
Ideen var at finde og bringe forsvundne børn tilbage til overlevende biologiske familiemedlemmer, idet nogle af de forsvundne børn var født af mødre, der var fængslet og senere "forsvundet". Bedstemødrene fik hjælp til identifikationen af børnene af den amerikanske genetiker Mary-Claire King.
I 1998 havde organisationen dokumentation på 256 ud af et anslået antal på omkring 500 børn, der var ulovligt adopteret under militærstyret. Af disse 256 er 56 blevet fundet og 7 er døde. I 2008 var det fundne antal nået op på 97.
For arbejdet modtog Bedstemødrene fra Plaza de Mayo i 2011 Félix Houphouët-Boigny-fredsprisen i Paris.